# Jäppilä
Jäppilä is een voormalige gemeente in de Finse provincie Oost-Finland en in de Finse regio Zuid-Savo. De gemeente had een totale oppervlakte van 331 km² en telde 1603 inwoners in 2003.
Per 1 januari 2004 is Jäppilä samen met Pieksämäen maalaiskunta en Virtasalmi in de nieuwe gemeente Pieksänmaa opgegaan.